# Jan Jessenius

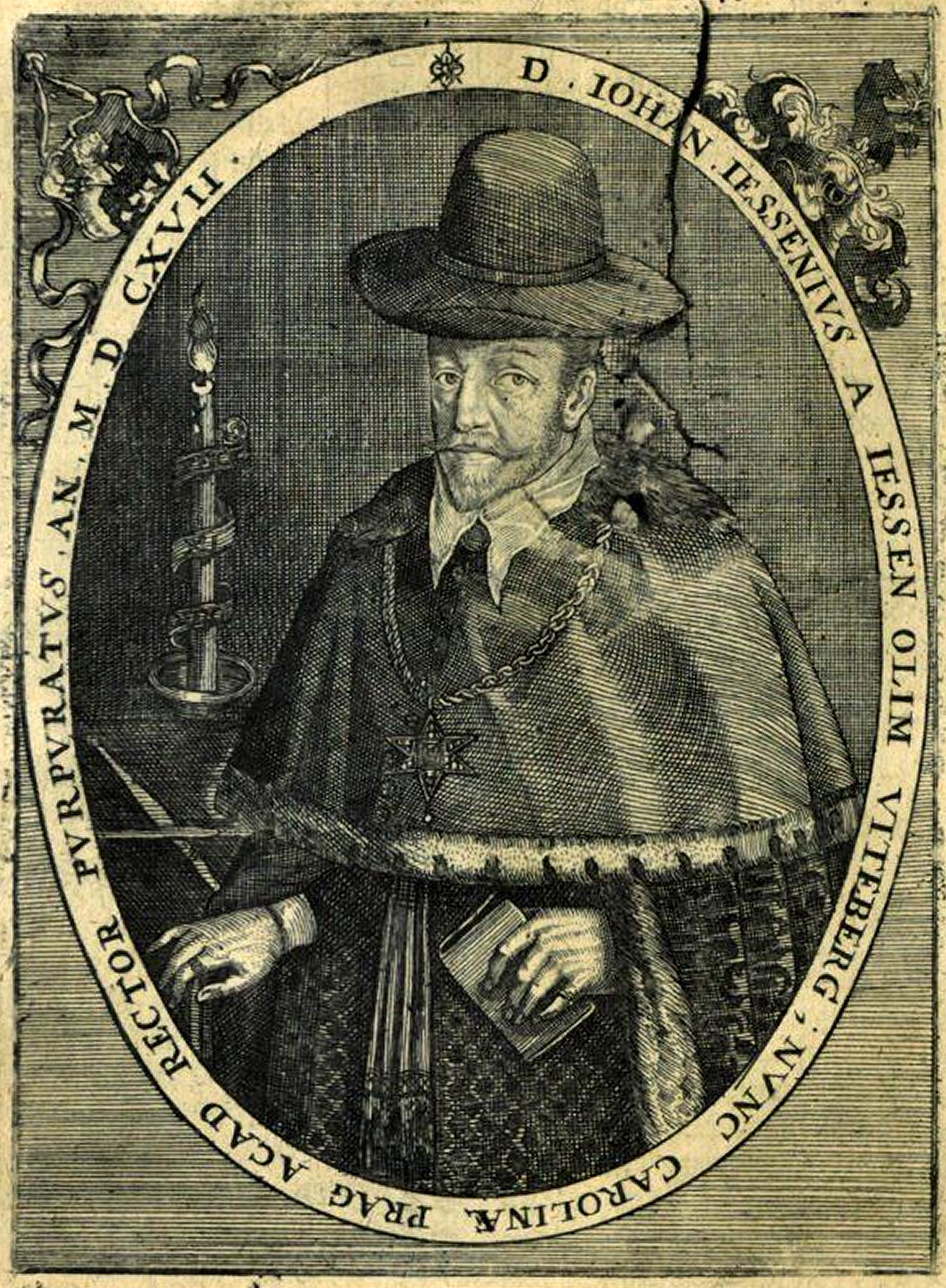
Jan Jessenius

Jan Jessenius, auch Jan Jesenský, Johannes Jessen(ius) und Johann Jessenius von Jessen sowie Jessenius de Magna Jessen, Ioannes Jesenius, Ján Jesenský, Jan Jesensky a Jesen, Johann Jessenski von Jessen (* 27. Dezember 1566 in Breslau; † 21. Juni 1621 in Prag), war ein deutscher Mediziner (Chirurg und Anatom), Hochschullehrer in Prag, Politiker und Philosoph slowakischer Abstammung aus Böhmen.

## Leben
Jan Jessenký war der Sohn von Balthasar Jessenský, einem Adeligen aus der Turz (Ort „Welke Jaseno“, heute Teil von Turčianske Jaseno) im Königlichen Ungarn, der vor den Türken von Buda nach Breslau geflüchtet war.
Jessenký besuchte das Breslauer Elisabethgymnasium und studierte seit 1583 Medizin, zunächst in Wittenberg, dann in Leipzig und schließlich 1588 in Padua, wo er 1591 promoviert wurde.

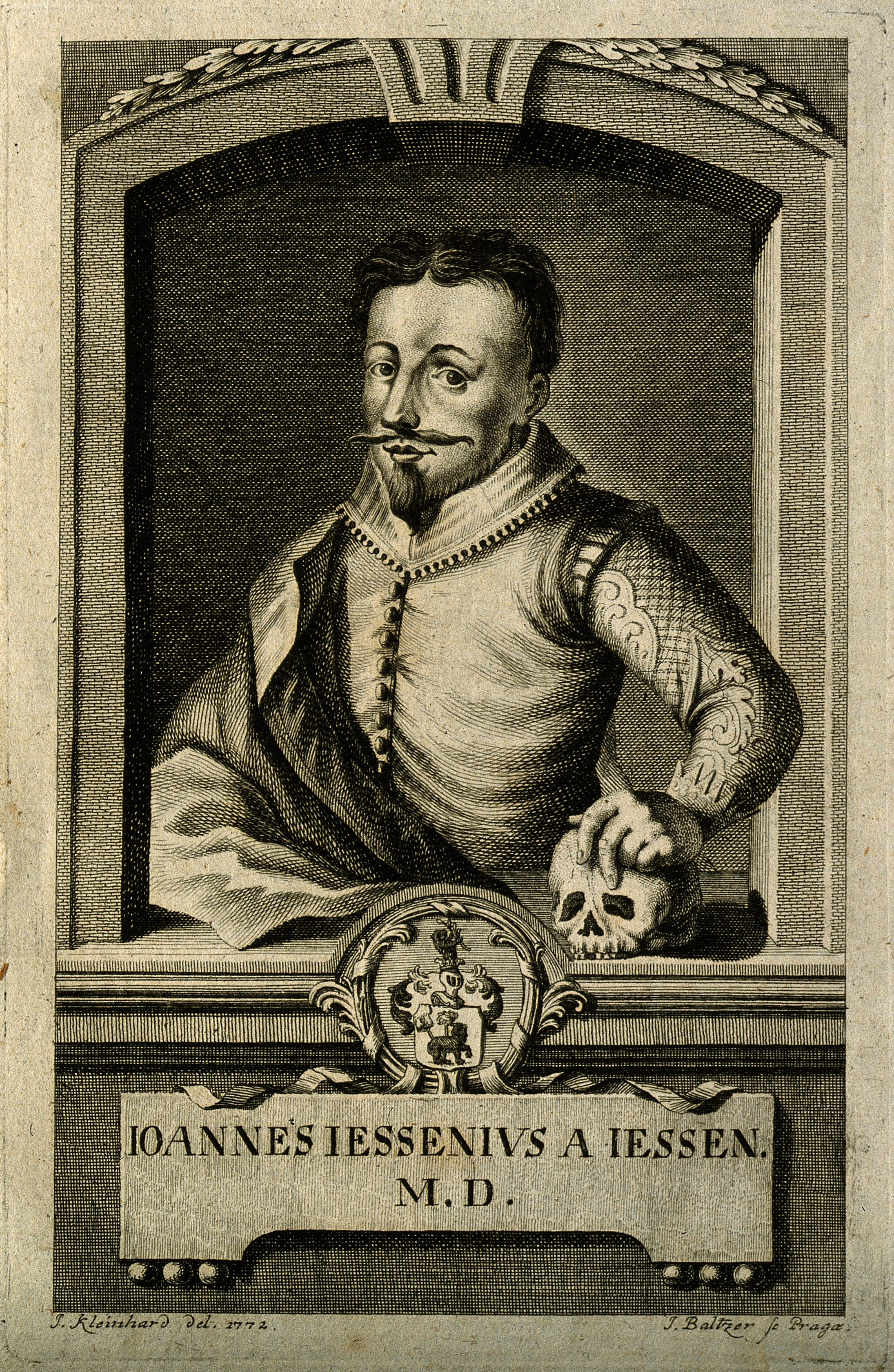
Johann (Jan) Jessenius

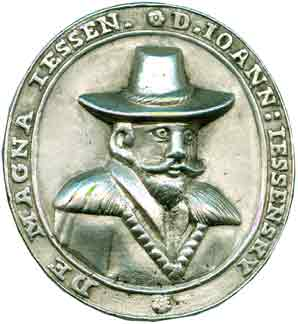
Jan Jessenius, Silbermedaille 1618

1593 war Jessenius kurze Zeit als Arzt in seiner Geburtsstadt Breslau tätig. Im Jahr 1594 wurde ihm an der Universität Wittenberg die Professur für Chirurgie und daraufhin die für Anatomie übertragen. Die Übernahme der anatomischen Professur nach dem Tod des vorherigen Inhabers Hieronymus Niemann im Jahr 1594 führte jedoch zu Konflikten. Die Universität Wittenberg, vertreten durch ihren Rektor, protestierte gegen die Berufung von Jessenius und zweifelte seinen in Padua erworbenen Doktorgrad an. Sie bevorzugten eigene Kandidaten, darunter den erfahrenen Martin Biermann sowie die jüngeren Doktoren Bartholomäus Hierovius und Caspar Keilhammer.
Trotz des Widerstands der Universität, stellte Herzog Friedrich Wilhelm Jessenius am 14. Januar 1594 als „Leibarzt von Hause aus“ ein, für sich und seine Mündel, einschließlich des späteren Kurfürsten Christian II. Jessenius erhielt neben seinem Gehalt in Wittenberg zusätzliche 150 Florin in vier Raten sowie Verpflegung nicht nur am Hof, sondern auch während seiner Reisen zu Patienten. Am 14. Januar 1595 heiratete Jessenius in Breslau Maria Fels, die Tochter des Registrators Adam Fels.
In den folgenden Jahren führte Jessenius zahlreiche Sektionen durch, die von Theologen kritisiert wurden. Insbesondere der Theologe Aegidius Hunnius erhob 1599 Einwände gegen die öffentliche Sektion einer in Schmiedeberg hingerichteten Frau. Hunnius war besorgt, dass solche Sektionen „Zucht und Ordnung“ untergraben könnten, insbesondere wenn der Körper einer Frau nach der Hinrichtung öffentlich untersucht und zergliedert wurde. Hunnius argumentierte zudem, dass die öffentliche Zurschaustellung und Zergliederung des Körpers einer enthaupteten Person deren Würde posthum verletze. Bei Gehängten sah er jedoch weniger Bedenken bezüglich der Würde, da er annahm, dass das bloße Aufhängen nicht das gesamte Strafmaß darstelle. Jessenius verteidigte die wissenschaftliche Notwendigkeit von Sektionen beider Geschlechter in einer Streitschrift, die er Anfang 1600 veröffentlichte.
Anfang 1600 zog Jessenius infolge von Erbstreitigkeiten nach dem Tod seines Vaters nach Prag, wo er die erste öffentliche Autopsie in den böhmischen Ländern durchführte und damit großes Aufsehen erregte. Er war Gelehrter und medizinischer Berater am Hof Kaiser Rudolfs II. und später auch Leibarzt des kränkelnden Monarchen. 1601 hielt er die Leichenrede für den unter nicht völlig geklärten Umständen vorzeitig verstorbenen Hofmathematiker des Kaisers, Tycho Brahe. Im Juli 1609 schrieb sich Jessenius während eines Aufenthaltes in Rostock in die Matrikel der Universität ein. Zu jener Zeit war er Leibarzt des ungarischen Königs Matthias II. Aus seiner hervorragenden Position heraus knüpfte Jessenius vielfältige Kontakte zu bedeutenden Vertretern des böhmischen Herrenstands, so zum Beispiel zu Karl d. Ä. von Žerotín. 1617 wurde er zum Rektor der Karls-Universität Prag gewählt. Er setzte sich dafür ein, dass die seit der Hussitischen Revolution nur ein Schattendasein fristende Akademie wieder zu einer vollständigen Universität ausgebaut würde. 1619 wandte sich Jessenius wegen der Erneuerung der Karls-Universität mit einer Denkschrift an den in Prag versammelten Generallandtag der böhmischen Länder. Im selben Jahr trat er auch in die Dienste des neu gewählten böhmischen Königs Friedrich von der Pfalz.
Jan Jessenius war nicht nur ein bedeutender Mediziner, der auch für die Gleichberechtigung der Chirurgie mit der Medizin kämpfte, sondern betätigte sich während des Ständeaufstandes in Böhmen auf protestantischer Seite auch als Politiker. Nach dem zweiten Prager Fenstersturz wurde er 1618 vom ständischen Direktorium in diplomatischer Mission an den ungarischen Reichstag gesandt. Ferdinand II. ließ ihn danach in Preßburg als Rebellen verhaften und ins Gefängnis nach Wien bringen. Im Dezember wurde er im Austausch gegen zwei Habsburg-Anhänger, die in Prag einsaßen, freigelassen. Nach einer Legende hinterließ Jessenius in seiner Wiener Zelle die Inschrift IMMMM an der Wand. Ferdinand deutete dies als Imperator Matthias Mense Martio Morietur (deutsch: Kaiser Matthias wird im Monat März sterben), was im Folgejahr tatsächlich geschah. Der Habsburger fügte eine zweite Deutung hinzu: Iesseni Mentiris Mala Morte Morieris (deutsch: Jessenius, du lügst und wirst eines schrecklichen Todes sterben). Diese Prophezeiung erfüllte Ferdinand selbst, indem er Jessenius nach der Niederlage der Aufständischen in der Schlacht am Weißen Berg auf dem Prager Altmarkt enthaupten ließ.

## Schriften
- De mithridatio et theriaca Disputatio. His annexi Iani Matthaei Durastantis De Aceto Scillino Atque Aloe Medicamentis Valetudini tuendae, vitæ proprogandæ singularibus, Tractatus Duo. Nec Non Nicolai Curtii ... De Medicamentis lenientibus, præparantibus & purgantibus Wittenberg (Stephanus Marcellus Austrius) 1598. Nachdruck Gießen 1614 (Digitalisat der Ausg. Chemlin, Gießen 1614).
- Anatomiae Pragae Anno M. D. C. abs se solenniter administratae historia. Accessit eiusdem de ossibus tractatus. Seuberlich, Wittenberg 1601 (Digitalisat).
  - Tschechische Übersetzung: Jan Jessenius z Jasené: Průběh pitvy jím slavnostně provedené v Praze L.P. MDC, k níž byl přičleněn Traktát o kostech. Praha 2004.
- De ossibus tractatus. Wite[n]bergae 1601. ISBN 80-246-0922-3.
  - Slowakische Übersetzung: Traktát o kostiach. Martin 1981.

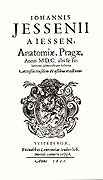
Anatomia (1600)

- De vita et morte Tychonis Brahei oratio funebris. Pragae 1601.
- Institutiones Chirurgicae quibus universa manu medendi ratio ostenditur. Wite[n]bergae 1601. (mit Beiträgen von: Melchior Ioestelius, Adam Theodor Siberus, Daniel Sennert, Ambrosius Gertnerus u. Jacob Typotius).
  - Deutsche Fassung: Anweisung zur Wund-Artznei, in welcher alle u. jede Art u. Weise durch die chirurgischen Handgriffe zu heilen gewiesen werden. Nürnberg 1674.
- De anima et corpore universi. Prag 1605 (Digitalisat).
- De generationis et vitae humanae periodis tractatus duo. Lehmann, Wittenberg 1602.
- Divorum imperatorum … Ferdinandi I. et Maximiliani II. progenies augusta. Francofurtum 1613.
- Matthiae Austriaci coronatio in regem Hungariae. [Hannover 1613].
- De sanguine vena secta demisso judicium. Daniel Sedesanus [Sedlčanský], Prag 1618.
  - Neudruck und slowakische Uebersetzung mit dem lateinischen Text: František Šimon u. a.: Ján Jessenius, O krvi. Pavol-Jozef-Šafárik-Universität in Košice (Univerzita P. J. Šafárika v Košiciach), Košice 2007.
  - neue Ausgabe mit ausführlichem Kommentar: D. Johannis a Jessen Equ. Hung. de Sanguine, Vena Secta, dimisso Judicium, Notis et Castigationibus ad hodierna et vera Artis medicae principia accomodatum a Jacobo Pancratio Brunone. Nürnberg 1668.
- Ad Regni Boemiae, Simulque Coniunctarum, Faederatarum Provinciarum, Marchionatus Moraviae, Ducatus Silesiae, & Marchionatus Lusatiae, Inclitos Ordines: De Restauranda Antiquissima Pragensi Academia, Rectoris Jessenii … Exhortatio. Congregatis Pragae, Mense Augusto, Anni MDCXIX. exhibita. (= deutsch: An deß Königreichs Böheimb/ unnd derselben incorporirten Landen/ alß Marggraffthumbs Mährern/ Hertzogthumbs Schlesien/ Marggraffsthumbs Laußnitzs/ löbliche Stände, wegen erneuerung/ der Uhralten Pragrischen Universitet, vermanung/ Von deroselben Rectorn Doct. Jessenio, neben seinen Collegen, bey derer versammlung, zu Prag, im August Monat, deß 1619. Jahr/ ubergeben.) Pragae 1619.
- Legationis in regiis Ungaror. comitiis proximis, nomine evangelicorum regni Boemiae ordinum, a Jessenio … obitae, Renunciatio. Pragae 1619.
  - Deutsche Version: Ablegung der Legation, Auff den letztgehaltenen Königlichen Reichstag, in Ungarn, im Namen der Evangelischen Stände deß Königreichs Böheim / Von Doct. Jessen verrichtet … Erstlich in Lateinischer Sprach zu Prag getruckt, Nun aber in Hochteutsch … verdolmetschet. 1619.
- Oratio parresiastica, qua auxilia a rege et ordinibus Ungariae petuntur, habita Neo-Solii in comitiis. Saragossa 1621.

## Würdigung
- Die Jan Jessenius Goldmedaille wird von der Slowakischen Akademie der Wissenschaften (SAV) in Bratislava an verdiente Wissenschaftler verliehen.
- Die medizinische Fakultät in Martin der Comenius-Universität in Bratislava trägt den Namen Jessenius-Fakultät.
- Das zwischen Hamburg und Budapest verkehrende Eurocity-Zugpaar 174/175 trägt den Namen Jan Jessenius.

## Fernsehen
- 1983 drehte das tschechoslowakische Fernsehen eine fünfteilige Fernsehserie über Jan Jesenský. Der Titel war Lekár umierajúceho času (deutsch: Arzt einer sterbenden Zeit – Das Leben des Jan Jessenius). Sie wurde 1987 auch im DDR-Fernsehen ausgestrahlt. Die Titelrolle spielte Petr Čepek.